# Flagge Malawis
Die Flagge Malawis wurde am 6. Juli 1964 mit der Unabhängigkeit des Staates vom Vereinigten Königreich eingeführt. Eine am 7. August 2010 in Kraft getretene Änderung der Nationalflagge durch den damaligen Präsidenten Bingu wa Mutharika wurde am 28. Mai 2012 durch die Nationalversammlung rückgängig gemacht.

## Beschreibung und Bedeutung
Die Nationalflagge Malawis besteht aus drei gleich großen Querstreifen, oben schwarz mit einer in Rot stilisierten aufgehenden Sonne, in der Mitte rot und unten grün; das Verhältnis der Höhe zur Länge des Flaggentuches beträgt dabei 2 zu 3. Die Farben sind mit folgender Bedeutung belegt:
- Schwarz steht für das Volk auf dem afrikanischen Kontinent
- Rot steht für das Blut der Märtyrer, das im Freiheitskampf vergossen wurde
- Grün steht für die üppigen Wälder Malawis

## Geschichte
Das Gebiet des heutigen Malawi wurde 1891 britisches Protektorat. 1914 erhielt das Njassaland ein eigenes Wappen und führte es in der typischen britischen Kolonialflagge: Dunkelblau mit dem „Union Jack“ im oberen Liek und dem Wappen der Kolonie unten rechts.
Zwischen 1953 und 1963 war das Njassaland zusammen mit Südrhodesien, dem heutigen Simbabwe, und Nordrhodesien, dem heutigen Sambia, Teil der Föderation von Rhodesien und Njassaland. Das neue Wappen zeigte eine goldene, aufgehende Sonne auf blauem Grund für das Njassaland, den roten Löwen für Südrhodesien und sechs silberne Wellen auf schwarzem Grund für Nordrhodesien. Die Föderation zerbrach am 31. Dezember 1963, als Sambia und Malawi die Unabhängigkeit von Großbritannien erhielten.
Die Nationalflagge von 1964 ist aus der schwarz-rot-grünen Fahne der Malawi Congress Party hervorgegangen, die das Land in die Unabhängigkeit führte. Die Parteiflagge hat nur keine Sonne im schwarzen Streifen. Im oberen Streifen stand die aufgehende, morgenrote Sonne mit 31 Strahlen als Symbol der Morgenröte für Hoffnung auf ein freies und geeintes Afrika.
Anfang Juli 2010 beschloss die DPP-Mehrheit im Parlament die Änderung der Nationalflagge. Ab dem Unabhängigkeitstag vom 6. Juli sollte sie aus drei horizontalen Streifen in Rot, Schwarz und Grün bestehen, auf denen eine vollständige, weiße Sonne mit 45 Strahlen ruht. Damit sollte der Fortschritt in der Entwicklung des Landes seit der Unabhängigkeit symbolisiert werden. Die Entscheidung führte zu scharfen Protesten in der Bevölkerung; die oppositionelle UDF brachte den Flaggenstreit vor Gericht. Am 29. Juli 2010 unterzeichnete Präsident Bingu wa Mutharika das Gesetz zur Einführung der neuen Flagge. Nach dem Tod Präsident Mutharikas entschieden Parlament und die neue Regierung unter Präsidentin Joyce Banda am 28. Mai 2012, wieder zur alten Flagge zurückzukehren, nachdem die neue Flagge nur wenig Sympathien in der Bevölkerung gewinnen konnte.

1:2  Union Jack (1891–1914)
1:2  Flagge des Njassalands (1914–1953)
1:2  Flagge der Föderation von Rhodesien und Njassaland (1953–1963)
2:3   Nationalflagge Malawis (1964–2010 und wieder seit 2012)
2:3   Nationalflagge Malawis (2010–2012)